# La Grande Bouffe
La Grande Bouffe (Italiaanse titel La grande abbuffata) is een Frans-Italiaanse film uit 1973. 
Deze zwarte komedie werd geregisseerd door Marco Ferreri. In de film uitte de cineast scherpe kritiek op de consumptiemaatschappij. De prent veroorzaakte een schandaal op het Filmfestival van Cannes en werd mede daardoor al gauw een cultfilm.

## Verhaal
Vier rijke bourgeoisvrienden, de piloot Marcello, de chef-kok Ugo, de rechter Philippe en de televisiemagnaat Michel, zijn compleet vastgeroest in hun saaie leventje van eten, werken, seks en slapen. Ze zoeken daarom een radicale uitweg uit hun deprimerende bestaan en besluiten om collectief zelfmoord te plegen. Ze trekken zich tijdens een lang weekend in een luxueuze villa terug en om zich letterlijk dood te eten. Ze laten er grote hoeveelheden voedsel bezorgen die Ugo bereidt.
Aan het begin van het weekend ontmoeten ze Andréa, een mollige onderwijzeres, die ze uitnodigen om met hen mee te komen eten. Daarnaast worden ook nog drie prostituees opgetrommeld, want Marcello kan niet zonder seks. Ook Michel is wel voor seks te porren, terwijl het voor Ugo eigenlijk niet zo hoeft en Philippe zich zorgen maakt dat Andréa niet wil blijven als ze de hoeren ziet.
Het weekend wordt een extreme orgie met uitgebreide schranspartijen en heel veel seks. Andréa en Philippe worden verliefd en kondigen aan te trouwen. Ondertussen leven de andere drie mannen, met name Michel en Marcello, zich uit op de prostituees. Zelfs tijdens de seks gaan de schranspartijen door.
De prostituees walgen van het vreten zonder honger te hebben. Ze moeten er zelfs letterlijk van overgeven. Eentje vertrekt al na een nacht, en de overige twee de middag erna. Andréa krijgt langzaam in de gaten wat er gaande is en besluit om te blijven tot alle vier dood zijn. Ze bevredigt de lusten van de mannen, terwijl ze zelf aan tafel ook duchtig mee vreet. Hoewel Philippe er aanvankelijk wat moeite mee heeft dat ze met de andere mannen vrijt gaan uiteindelijk ook bij hem de remmen meer en meer los en kan het hem niet zoveel meer schelen.
Langzamerhand beginnen de mannen de gevolgen van hun vraatzucht te ondervinden: Michel wordt regelmatig onwel door zijn indigestie (vooral omdat hij aanvankelijk geen winden wil laten) en kan zijn benen tijdens het dansen niet meer optillen. Marcello kan na verloop van tijd geen erectie meer krijgen. Hier wordt hij zo woedend over dat de anderen hem naar de badkamer sturen om te kalmeren, waar hij per ongeluk de waterleiding van het toilet kapot maakt waardoor overal rioolwater stroomt.
Marcello is hierdoor buiten zichzelf van woede, haakt af, en probeert de villa in zijn antieke auto te verlaten. De motor weigert dienst en Marcello vriest uiteindelijk in zijn eigen auto dood in de winterkou. Zijn lijk wordt naar de koelcel in de keuken gebracht zodat hij er toch nog een beetje bij is (de cel heeft bovendien een glazen wand), en omdat Philippe erop wijst dat het illegaal is een lijk zomaar ergens te begraven. Niet lang daarna wordt Michel onwel tijdens het pianospelen, wankelt naar het balkon, en sterft daar aan overmatig eten. Ook zijn lijk wordt naar de koelcel gebracht.
Nu zijn alleen Ugo, Philippe en Andréa nog over. Ugo maakt een speciale pastei waar hij stukjes ei op legt, omdat joden geloven dat eieren symbolen van de dood zijn. Het hele gebeuren is Philippe en Andréa enigszins tegen gaan staan en het lijkt erop dat Philippe niet echt meer dood wil. Philippe vindt de pastei 'niet te vreten' en Andréa 'kan niet meer', dus eet Ugo hem alleen op. Volledig volgegeten gaat hij op de keukentafel liggen waar hij zich door Andréa met de hand laat bevredigen terwijl Philippe hem nog meer eten voert. Hij sterft terwijl hij klaarkomt en wordt op suggestie van Andréa op de keukentafel achtergelaten (de keuken is immers 'zijn domein').
De ochtend erna zitten Andréa en Philippe in de tuin, en Philippe meent dat de andere drie zouden vinden dat hij hen in de steek heeft gelaten. Zij zijn dood en hij heeft met Andréa de liefde gevonden. Net op dat moment wordt nog een lading vlees bezorgd, en Andréa zegt tegen de verbaasde mannen dat ze het maar in de tuin moeten leggen (in de keuken liggen immers nu drie lijken).
Philippe, die aan diabetes lijdt, gaat ondertussen nog steeds door met eten van een enorme pudding in de vorm van twee borsten. Halverwege de pudding wordt hij ineens onwel en sterft in Andréa's armen.
Precies volgens plan zijn de vier vrienden overleden. Andréa is de enige overlevende. De film eindigt met een bizar tafereel van een tuin waar de ganzen tussen de stukken vlees drentelen, terwijl ook alle honden uit de buurt op het vlees afkomen.

## Het overlijden van de vier vrienden
Ieder van de vier vrienden overlijdt op een enigszins symbolische manier. Marcello, de seksmaniak en autofreak, overlijdt zittend in zijn eigen antieke auto nadat hij de villa wilde verlaten uit woede omdat hij impotent was geworden. De overbeschaafde Michel die geen winden wil laten overlijdt tijdens het pianospelen al winden latend aan indigestie. Ugo, de kok, sterft al etende van zijn eigen pastei op de keukentafel en wordt daar, in 'zijn domein', achtergelaten. Philippe, die met zijn min samenwoont die hem bemoedert en zelfs seks met hem heeft ter voorkoming dat hij prostituees bezoekt, sterft in de armen van de eveneens moederlijke rondborstige Andréa na het eten van een pudding in de vorm van twee borsten.

## Rolverdeling
| Acteur               | Personage |
| -------------------- | --------- |
| Marcello Mastroianni | Marcello  |
| Philippe Noiret      | Philippe  |
| Michel Piccoli       | Michel    |
| Ugo Tognazzi         | Ugo       |
| Andréa Ferréol       | Andréa    |
| Monique Chaumette    | Madeleine |
| Florence Giorgetti   | Anne      |

## Prijzen
- La Grande Bouffe werd in 1973, tijdens het Filmfestival van Cannes, bekroond met de FIPRESCI-prijs, ex aequo met La Maman et la Putain van Jean Eustache.